# Château féodal de Bruix
Les ruines du château féodal de Bruix se situent sur la commune de Cledes, dans le département français des Landes.

## Présentation
La commune de Cledes se situe sur un coteau du pays de Tursan, au pied des Pyrénées.
Mentionné en 1273, Cledes est à l’époque comprise dans le bailliage de Geaune, alors sous domination anglaise depuis le mariage d'Alienor d'Aquitaine avec Henri Plantagenêt, futur Henri II d'Angleterre.
À 2,5 kilomètres du village de Cledes, et dans la région du Bois de Bruix, se trouvent les vestiges d'un château, qui a donné son nom Château de Bruix. C'était un château féodal où résidaient les barons de Bruix. Les derniers descendants sont arrêtés et guillotinés pendant la Révolution française. L'édifice devient alors bien national.